# Ovčácký pes

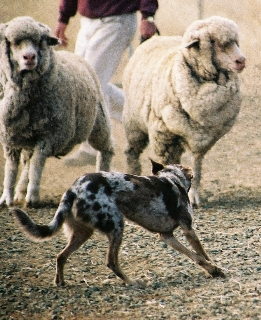
ovčácký pes

Ovčácký pes je vytrvalý pes, který byl původně určený především k práci u stáda – k pasení.

## Historie
Ovčácký pes byl už od pradávna takový menší pomocník pastýře nebo ovčáka při pasení stáda. Začalo to v dobách, kdy se psi začali sbližovat s člověkem a podvolili se jeho vůli. V té době je lidé začali křížit, aby z toho vzniklo plemeno, které by využili k tomu, co právě potřebovali. Například v zemích na severu se začali šlechtit tažní psi k využívání psího spřežení, při letních honech králů a šlechticů se upřednostňovali lovečtí psi a jejich schopnosti a nakonec i na pasení se za čas vyšlechtil pes, kterému se říká Ovčácký pes. Tento pes se rozrostl na jednu z nejpočetnějších skupin FCI, kam se řadí 10 skupin. Ovčácký pes patří do 1. FCI skupiny, do skupiny ovčáckých, honáckých a pasteveckých plemen. Mezi ně patří například Australský ovčák, Německý ovčák, Border kolie a mnoho dalších.
Ti už se nespecializovali jen na pasení ovcí, ale i dobytka a dalších zvířat. V Austrálii a v Americe byli hlavně využíváni k pasení koní. Nejvíc se na pasení koní specializoval australský ovčák, který dělal společníka kovbojům v kalifornských prériích.
Menší zajímavost - australským ovčákům se kupírovaly ocasy, aby jim je koně nezašlápli.

## Povaha
Ovčácký pes se řadí k nejinteligentnějším psům, je to učenlivý a pracovitý pes. Je to velmi živé stvoření, které se snaží jakkoliv vyhovět pánovi.

## Vzhled
Pohyb je většinou volný, plynulý, plíživý a rychlý, aby stihli ohlídat celé stádo
Je mnoho barevných variant srsti, protože u každého plemene je to jiné. Mohou mít barvy jako bicolor, tricolor, red merle, blue merle a mnoho dalších.
Oči mohou být v celé škále hnědé. Také jsou povoleny modré, ale pouze v případě merle jedinců, jinak je to vada (FCI). U pracovních psů mohou být modré oči žádoucí, zvláště při práci s hovězím dobytkem - zvířata se modrých očí bojí.
Hodí se pro většinu kynologických sportů.